# اچ.بی. استالارد
اچ. بی. استالارد (انگلیسی: H. B. Stallard؛ ۲۸ آوریل ۱۹۰۱ – ۲۱ اکتبر ۱۹۷۳ (aged 72)) ورزشکار دو و میدانی اهل بریتانیا بود.
وی در مسابقات کشوری و بین‌المللی در مجموع برندهٔ ۱ مدال برنز شده‌است.